# 鶯谷中学・高等学校
鶯谷中学・高等学校（うぐいすだにちゅうがく・こうとうがっこう）は、岐阜県岐阜市鶯谷町に所在し、中高一貫教育を提供する私立中学校・高等学校。

## 沿革
- 1903年（明治36年） - 佐々木とよが佐々木裁縫女学校として岐阜市西野町に設立。
- 1908年（明治41年） -  岐阜市佐久間町に移転。
- 1913年（大正2年） - 佐々木実科女学校に改称。
- 1925年（大正14年） - 佐々木高等女学校を併設。
- 1926年（大正15年） - 現在地（岐阜高等小学校の跡地）に移転。
- 1946年（昭和21年） - 鶯谷高等女学校に改称。
- 1948年（昭和23年） - 学制改革により、鶯谷女子高等学校に改称。
- 1990年（平成2年） - 男女共学化。鶯谷高等学校に改称。
- 1996年（平成8年）- 中等部を開校し中高一貫教育となる。鶯谷中学・高等学校に改称。
- 2004年（平成16年） - 創立100周年記念歌を校歌に制定。
- 2010年（平成22年） - 東タワー校舎が竣工する。

## 特色

### 立地と周辺環境
金華山の麓で、鶯谷という言葉通り、山と山に挟まれた谷の部分に校舎を構えている。

### 教育
基本的に第四土曜日以外は土曜日にも3時限の授業があり、週に3回、7時間目がある。
また最近は高校3年時に夏休みが短縮され、補習授業が開講されている。自ら講座の選択が可能であり、多くの生徒が利用している。

### 総合学習センター
職員室は存在せず、代わりに総合学習センターという部屋が存在する。

### スタディーホール
朝や放課後の自主学習には、教室や図書館のほかにスタディーホールという部屋を設けている。個別ブース型の自習スペースが設置されており、席が空いている限り学年関係なく利用が可能である（ただし各フロアに学年別振り分けがある）。

### イギリス研修
中等部3年生の希望者に対して夏にイギリスへの研修がある。10日間の研修では、ショートホームステイなどが行われ、英語力の向上、国際感覚の向上が図られる。以前は全員が参加していたが2014年度より希望制となり、全員での研修は秋の東京へのものに変更となっている。

### 勉強合宿
2009年度から行われている行事で、中等部1年生の全員と2、3年生の希望者が、夏休みに岐阜県高山市荘川村のホテルに宿泊し、2泊3日の日程で行われている。1回の授業は90分間となっている。1日に最大で15時間ほど勉強する日もある。主に各学年、習熟度別のクラスに分かれて、英・数・国・理・社の5教科を学習する（2010年度から理・社も行われるようになった）。最終日には確認テストが行われる。

## 施設

### 本館
本校最大の校舎で、4階建てである。主要な教室や設備は主にこの校舎に備わっている。現在は、中等部の全学年と高等部1年生が利用している。
建設から既に50年以上が過ぎている。

### 中央校舎
以前は、中等部の生徒が利用していた校舎のため、中学校本館と呼ばれていた。5階建てである。現在は、高等部2年生が利用している。
5階には茶室も設けられており、茶道部はこの茶室で活動する。

### 西タワー校舎
本校にある校舎の1つ。鉄筋8階建ての校舎であり、エレベータも設置されている（生徒の利用は自由である）。中には書道室や技術室（中2が主に使用）の他に、長期休暇時に希望者が参加するサテライト講座をする為のサテライト教室や、柔道部が利用する第2体育館や、剣道部、卓球部、フェンシング部が利用する第3体育館、更にビームシューティング部の専用練習場も4階に新設された。
2010年2月に、東タワー校舎が完成する以前は、タワー校舎と呼ばれていた。

### 東タワー校舎
2010年2月に、9階建ての新校舎が増設された。この校舎にはエレベーターが2基設置されている。なおこのエレベーターを生徒が使用することは自由であるが、1、2、5、7、9階にしか止まらないようになっている。
これにより、タワー校舎が2つ存在することになるため、新タワー校舎が東タワー校舎、旧タワー校舎が西タワー校舎と改名された。
現在は主に、高等部3年生が利用している。

### 学生会館
金華山にある専用宿舎。毎年各クラスが親睦を深める意味で年に1回は必ず宿泊する。クラスの希望があればいつでも利用することが可能で、部活動の合宿でも使用される。但し、各学年各クラスの年1回から2回の利用に加え、部活動の合宿などもあるため、希望すれば必ず利用許可が下りるわけではない。屋上からは岐阜市街の夜景が見ることができ、近くにライトアップされた鉄塔がある。原則、鶯谷中学・高等学校の生徒以外は利用できない（例外として以前、国際交流の一環として中国人留学生20人程度が宿泊したことがある）。岐阜ユースホステルの廃止以降、金華山の中で宿泊可能な唯一の施設である。

## 部活動

### 実績など
部活動では、柔道、ソフトテニス女子、ビームシューティング（クラブ）、囲碁、将棋などが上位入賞を果たしている。

### 運動系部活動
- バスケットボール部
- バドミントン部
- ソフトテニス部
- バレーボール部
- フェンシング部
- サッカー部
- ハンドボール部
- 新体操部
- 剣道部
- 柔道部
- 陸上部
- 卓球部
- ビームシューティング部

### 文化系部活動
- 書道部
- 茶道部
- 華道部
- 美術部
- 演劇部
- 新聞部
- 放送部
- 文芸部
- 囲碁部
- 食物部
- 音楽部
- 自然科学部
- ESS部（英会話）
- JRC部（ボランティア部）
- 将棋サークル
- 地歴サークル
- コミックサークル
- UINC（インターネットサークル）
- マジックサークル
- ロボットサークル
- 写真部

## 著名な出身者
- 岡田奈々 - 女優（途中まで在学、その後堀越高等学校に転学）
- 林雄介 - 作家
- 宮嶋健太 - 将棋棋士
- 山口仁子梨 - 将棋女流棋士
- 山口稀良莉 - 将棋女流棋士
- 岩佐美帆子 - 将棋女流棋士
- 吉田絢香 - ミュージカル俳優
- 奥田朋子 - プロボクサー
- 田中伶奈 - 柔道選手

## アクセス
岐阜県道152号岐阜各務原線の沿線にある。
- JR東海道本線・高山本線 岐阜駅（中央南口）より徒歩で約30分。
- 名鉄名古屋本線・各務原線 名鉄岐阜駅より徒歩で約25分。
- 岐阜バス「市役所・鶯谷高校口」バス停下車、徒歩で約5分。